# Pesawahan (Porong)
Pesawahan is een bestuurslaag in het regentschap Sidoarjo van de provincie Oost-Java, Indonesië. Pesawahan telt 2264 inwoners (volkstelling 2010).